# عيسى التويجر
عيسى التويجر (مواليد طرابلس 1957). هو مهندس ميكانيكي وسياسي ليبي، عيّن وزيراً للمالية في حكومة عبد الرحيم الكيب في 22 نوفمبر 2011.

## وصلات خارجية
- الموقع الرسمي للحكومة المؤقتة
- الموقع الرسمي للحكومة المؤقتة (المكتب التنفيذي)
- السيرة الذاتية الرسمية على الموقع الرسمي للحكومة المؤقتة نسخة محفوظة 9 يناير 2012 على موقع واي باك مشين.